# Lista de prefeitos de Almino Afonso (Rio Grande do Norte)
Esta é a lista de prefeitos de Almino Afonso, município brasileiro do estado do Rio Grande do Norte.
| Nº | Prefeito                            | Imagem                | Partido                   | Início de mandato     | Fim de mandato         | Vice-prefeito                   | Observações                     |
| -- | ----------------------------------- | --------------------- | ------------------------- | --------------------- | ---------------------- | ------------------------------- | ------------------------------- |
| 1  | Francisco Andrade dos Santos        |                       | PSD                       | 26 de janeiro de 1954 | 30 de janeiro de 1955  | ―                               | Prefeito nomeado                |
| 2  | Felinto de Paiva Gadelha            |                       | PSD                       | 31 de janeiro de 1955 | 30 de janeiro de 1960  | Sebastião Afonso de Azevedo     | Prefeito e vice eleitos         |
| 3  | Aurino Carlos da Silva              |                       | UDN                       | 31 de janeiro de 1960 | 30 de janeiro de 1965  | Carlos Teixeira de Lira         | Prefeito e vice eleitos         |
| 4  | Abel Belarmino de Amorim            |                       | PSP                       | 31 de janeiro de 1965 | 30 de janeiro de 1970  | José Carlos de Andrade Filho    | Prefeito e vice eleitos         |
| 5  | Aizê de Souza Nunes                 |                       | ARENA                     | 31 de janeiro de 1970 | 30 de janeiro de 1973  | José de Souza Leite             | Prefeito e vice eleitos         |
| 6  | Geralcina Carlos de Castro          |                       | ARENA                     | 31 de janeiro de 1973 | 30 de janeiro de 1977  | Maria do Carmo Alves            | Prefeito e vice eleitos         |
| 7  | José Hildo Godeiro Carlos           |                       | ARENA                     | 31 de janeiro de 1977 | 30 de janeiro de 1983  | Nelson Almeida da Costa         | Prefeito e vice eleitos         |
| 8  | José Fernandes Carlos               |                       | PDS                       | 31 de janeiro de 1983 | 31 de dezembro de 1988 | Abel Belarmino de Amorim        | Prefeito e vice eleitos         |
| 9  | Abel Belarmino de Amorim Filho      |                       | PL                        | 1º de janeiro de 1989 | 31 de dezembro de 1992 | Lacy Carlos Gadelha             | Prefeito e vice eleitos         |
| 10 | Ribana Fiala Nascimento de Medeiros |                       | PL                        | 1º de janeiro de 1993 | 31 de dezembro de 1996 | Nelson Almeida da Costa         | Prefeita e vice eleitos         |
| 11 | José Fernandes Carlos               |                       | PFL                       | 1º de janeiro de 1997 | 31 de dezembro de 2000 | Lívio Américo Maia              | Prefeito e vice eleitos         |
| 12 | Bernardo Amorim                     |                       | PSD                       | 1º de janeiro de 2001 | 31 de dezembro de 2008 | Nelson Almeida da Costa         | Prefeito e vice eleitos         |
| 12 | Bernardo Amorim                     | PL                    | Lívio Américo Maia        | 1º de janeiro de 2001 | 31 de dezembro de 2008 | Prefeito reeleito e vice eleito |                                 |
| 13 | Lawrence Carlos Amorim de Araújo    |                       | PP                        | 1º de janeiro de 2009 | 31 de dezembro de 2016 | Isauro Maia Fernandes           | Prefeito e vice eleitos         |
| 13 | Lawrence Carlos Amorim de Araújo    | PMDB                  | Prefeito e vice reeleitos | 1º de janeiro de 2009 | 31 de dezembro de 2016 | Isauro Maia Fernandes           |                                 |
| 14 | Waldênio Carlos Belarmino de Amorim |                       | PMDB                      | 1º de janeiro de 2017 | 31 de dezembro de 2020 | Alvanilson Medeiros Carlos      | Prefeito e vice eleitos         |
| 15 | Jéssica Lourine de Assis Amorim     |                       | MDB                       | 1º de janeiro de 2021 | até a atualidade       | Alvanilson Medeiros Carlos      | Prefeita eleita e vice reeleito |
| 15 | Jéssica Lourine de Assis Amorim     | Isauro Maia Fernandes | MDB                       | 1º de janeiro de 2021 | até a atualidade       | Prefeita reeleita e vice eleito |                                 |